# Сборная Польши по футболу
Сбо́рная По́льши по футбо́лу (пол. Reprezentacja Polski w piłce nożnej) — команда, представляющая Польшу на международных турнирах по футболу. Управляющая организация — Польский футбольный союз.
По состоянию на 3 апреля 2025 года сборная в рейтинге ФИФА занимает 34-е место, а в рейтинге УЕФА  — 15-е.

## История

### Чемпионаты мира
Впервые на чемпионате мира сборная приняла участие в 1938 г. во Франции (на ЧМ-34 не прошла квалификацию), где вышла из группы и сыграла в 1/8 финала, проиграв Бразилии в дополнительное время 5:6.
Наибольших успехов сборная достигла с середины 70-х до середины 80-х, когда играло поколение знаменитых игроков (Влодзимеж Любаньский, Казимеж Дейна, Гжегож Лято и Анджей Шармах на ЧМ-74/78, Лято, Бонек, Смолярек на ЧМ-82/86). Сборная тогда заняла 3-е место на Чемпионате мира 1974 года в ФРГ, 3-е место на Чемпионате мира 1982 года в Испании, и дошла до 1/8 финала на ЧМ-86 в Мексике.
С уходом этого поколения, на ЧМ-90, ЧМ-94 и ЧМ-98 — не прошла квалификацию.
Выступила ЧМ-2002, ЧМ-2006 и ЧМ-2018 (пропустив ЧМ-2010 и ЧМ-2014), где не выходила из группового этапа.
На ЧМ-2022 команде с новым поколением игроков (Левандовский, Зелиньский) удалось выйти из группы и сыграть в 1/8 финала, где она проиграла будущему финалисту (и текущему чемпиону) сборной Франции 1:3.

### Чемпионаты Европы

#### Чемпионат Европы 2008
Отборочный турнир (Чемпионат Европы по футболу 2008 (отборочный турнир, группа A)): команда встретилась с командами Португалии, Сербии, Финляндии, Бельгии, Казахстана, Армении, Азербайджана и заняла, с 28 очками, первое место (второе место, с 27 очками, сборная Португалии).
В 2008 году впервые в своей истории сборная Польши выступила в финальной части чемпионата Европы (проходил в Австрии/Швейцарии), где закончила своё выступление на групповом этапе, заняв 4-е место с 1 ничьей (со сборной Австрии) и 2 поражениями (от Хорватии и Германии).

#### Чемпионат Европы 2012
На домашнем для себя чемпионате Европы по футболу 2012 года польская сборная (гл. тренер Францишек Смуда) попала в одну группу с Россией, Грецией и Чехией.
В первой игре 8 июня они сыграли вничью (1:1) со сборной Греции (за Польшу на 17-й минуте гол забил Роберт Левандовский. Второй вратарь сборной Пшемыслав Тытонь на 71-й минуте отразил пенальти, после того как основной вратарь Войцех Щенсный был удалён за столкновение с нападающим Димитрисом Салпингидисом).
Второй матч 12 июня со сборной России также был сыгран вничью (1:1).
А третий, решающий, матч 16 июня со сборной Чехии поляки проиграли 0:1, заняв последнее место в группе.

#### Чемпионат Европы 2016
Отборочный турнир:
согласно жеребьёвке отборочного турнира, прошедшей 23 февраля 2014 года в Ницце, сборная Польши попала в группу D вместе с командами Германии, Ирландии, Шотландии, Грузии и Гибралтара. Турнир команда начала под руководством нового главного тренера Адама Навалки. 7 сентября 2014 года в матче 1-го тура сборная Польши разгромила на выезде сборную Гибралтара — 7:0. В своём втором матче в турнире, 11 октября 2014 года польской команде удалось обыграть в Варшаве действующего чемпиона мира, сборную Германии со счётом 2:0. Это была первая победа польской сборной над немецкой в официальных матчах.
Финальный турнир:
На третьем для себя Чемпионате Европы (проходил во Франции) сборная Польши попала в группу C, в которую также отобрались сборные Германии, Северной Ирландии и Украины. Первый матч сборная Польши провела со сборной Северной Ирландии 12 июня 2016, одержав победу со счётом 1:0. Второй матч сборная Польши провела 16 июня 2016 со сборной Германии — матч завершился нулевой ничьей. Свой третий матч сборная Польши провела 21 июня 2016 со сборной Украины, одержав победу со счётом 1:0. По результатам группового турнира сборная Польши набрала 7 очков, так же как и сборная Германии, уступив второй только по разнице забитых/пропущенных мячей, и вышла в 1/8 финала со второго места в группе.
В 1/8 финала сборная Польши 25 июня 2016 года встретилась со сборной Швейцарии и, сыграв 1:1 в основное время, одержала победу только в серии пенальти 5:4.
В 1/4 финала 30 июня 2016 года команда встретилась со сборной Португалии и также сыграла 1:1 в основное время, но на этот раз уступила в серии пенальти 3:5.

#### Чемпионат Европы 2020
На четвёртом для себя Чемпионате Европы (проходил в 2021 году на 11 стадионах 10 государств) сборная Польши попала в группу E, в которую также отобрались сборные Испании, Швеции и Словакии. Первый матч сборная Польши сыграла против сборной Словакии 14 июня 2021, проиграв со счётом 1:2. Второй матч сборная Польши провела со сборной Испании 20 июня 2021, матч завершился ничьей 1:1. Свой третий матч сборная Польши сыграла против сборной Швеции 23 июня 2021 года и проиграла 2:3. По итогам группового этапа сборная Польши набрала 1 очко и заняла последнее место в группе.

### Олимпийские игры
- 1900 — 1920 — не принимала участие
- 1924 — предварительный этап
- 1928 — не прошла квалификацию
- 1936 — 4-е место
- 1940 — игры отменены
- 1944 — игры отменены
- 1948 — не прошла квалификацию
- 1952 — 1/8 финала
- 1956 — не прошла квалификацию
- 1960 — групповой этап
- 1964 — 1968 — не прошла квалификацию
- 1972 — чемпион
- 1976 — 2-е место
- 1980 — 1988 — не прошла квалификацию
- 1992 — 2-е место
- 1996 — 2016 — не прошла квалификацию

## Футбольная форма

### Домашняя
| ЧМ-1974   | ЧМ-1978 | ЧМ-1982   | ЧМ-1986 | 1990–1991 | 1991-92   | 1992      | 1994–1995 | 1996    | 1998      | ЧМ-2002 |
| 2004–2005 | ЧМ-2006 | Евро-2008 | 2009    | 2010–2011 | Евро-2012 | 2014–2015 | Евро-2016 | ЧМ-2018 | Евро-2020 | ЧМ-2022 |
| Евро-2024 |         |           |         |           |           |           |           |         |           |         |

### Гостевая
| ЧМ-1974 | ЧМ-1978   | ЧМ-1982 | ЧМ-1986   | 1990–1991 | 1992      | 1994–1997 | 1996    | 1998      | ЧМ-2002 | 2004      |
| ЧМ-2006 | Евро-2008 | 2009    | 2010–2011 | Евро-2012 | 2014–2015 | Евро-2016 | ЧМ-2018 | Евро-2020 | ЧМ-2022 | Евро-2024 |

### Экипировка
| Период     | Производитель |
| ---------- | ------------- |
| до 1974    | Polsport      |
| 1974—1992  | Adidas        |
| 1992—1993  | Admiral       |
| 1993—1994  | Lotto         |
| 1994—1996  | Puma          |
| 1996—1998  | Nike          |
| 1999       | Adidas        |
| 1999—2000  | Puma          |
| 2000       | Tico          |
| 2001—2009  | Puma          |
| 2009—н. в. | Nike          |

## Текущий состав
Следующие игроки были вызваны в состав сборной главным тренером Михалом Пробежем для участия в матчах отборочного турнира к Чемпионату мира 2026 против сборных Литвы и Мальты, которые прошли 21 и 24 марта 2025 года.
Игры и голы приведены по состоянию на 26 мая 2025 года:
| 1  | Вр  | Лукаш Скорупский      | 5 мая 1991 (34 года)      | 16  | —  | Болонья             |  |  |
| 12 | Вр  | Марцин Булка          | 4 октября 1999 (25 лет)   | 4   | —  | Ницца               |  |  |
| 22 | Вр  | Бартломей Дронговский | 19 августа 1997 (27 лет)  | 2   | —  | Омония Никосия      |  |  |
|    |     |                       |                           |     |    |                     |  |  |
| 2  | Защ | Мэтти Кэш             | 7 августа 1997 (27 лет)   | 17  | 1  | Астон Вилла         |  |  |
| 3  | Защ | Павел Давидович       | 20 мая 1995 (30 лет)      | 17  | 0  | Эллас Верона        |  |  |
| 4  | Защ | Матеуш Ветеска        | 11 февраля 1997 (28 лет)  | 6   | 1  | ПАОК                |  |  |
| 5  | Защ | Ян Беднарек           | 12 апреля 1996 (29 лет)   | 67  | 1  | Саутгемптон         |  |  |
| 14 | Защ | Якуб Кивёр            | 15 февраля 2000 (25 лет)  | 33  | 1  | Арсенал (Лондон)    |  |  |
| 15 | Защ | Камиль Пёнтковский    | 21 июня 2000 (25 лет)     | 8   | 1  | Касымпаша           |  |  |
| 18 | Защ | Бартош Берешиньский   | 12 июля 1992 (33 года)    | 58  | 0  | Сампдория           |  |  |
|    |     |                       |                           |     |    |                     |  |  |
| 6  | ПЗ  | Якуб Пётровский       | 4 октября 1997 (27 лет)   | 11  | 2  | Лудогорец Разград   |  |  |
| 7  | ПЗ  | Кацпер Урбаньский     | 7 сентября 2004 (20 лет)  | 11  | 0  | Монца               |  |  |
| 8  | ПЗ  | Якуб Модер            | 7 апреля 1999 (26 лет)    | 33  | 2  | Фейеноорд           |  |  |
| 10 | ПЗ  | Себастиан Шиманьский  | 10 мая 1999 (26 лет)      | 43  | 5  | Фенербахче          |  |  |
| 13 | ПЗ  | Якуб Каминьский       | 5 июня 2002 (23 года)     | 20  | 1  | Вольфсбург          |  |  |
| 17 | ПЗ  | Бартош Слиш           | 29 марта 1999 (26 лет)    | 15  | 9  | Атланта Юнайтед     |  |  |
| 19 | ПЗ  | Пшемыслав Франковский | 12 апреля 1995 (30 лет)   | 49  | 3  | Галатасарай         |  |  |
| 21 | ПЗ  | Матеуш Богуш          | 22 августа 2001 (23 года) | 4   | 0  | Крус Асуль          |  |  |
|    |     |                       |                           |     |    |                     |  |  |
| 9  | Нап | Роберт Левандовский   | 21 августа 1988 (36 лет)  | 158 | 85 | Барселона           |  |  |
| 11 | Нап | Кароль Свидерский     | 23 января 1997 (28 лет)   | 40  | 13 | Омония Никосия      |  |  |
| 16 | Нап | Адам Букса            | 12 июля 1996 (29 лет)     | 21  | 7  | Мидтьюлланн         |  |  |
| 20 | Нап | Доминик Марчук        | 1 ноября 2003 (21 год)    | 1   | 1  | Реал Солт-Лейк      |  |  |
| 23 | Нап | Кшиштоф Пёнтек        | 1 июля 1995 (30 лет)      | 35  | 12 | Истанбул Башакшехир |  |  |

## Статистика выступлений на крупнейших международных турнирах

### Чемпионаты мира
| Финальные турниры | Финальные турниры      | Финальные турниры      | Финальные турниры      | Финальные турниры      | Финальные турниры      | Финальные турниры      | Финальные турниры      | Финальные турниры      |                       | Отборочные турниры    | Отборочные турниры    | Отборочные турниры    | Отборочные турниры    | Отборочные турниры    | Отборочные турниры    | Отборочные турниры |
| Год               | Результат              | Место                  | И                      | В                      | Н                      | П                      | ГЗ                     | ГП                     | Место                 | И                     | В                     | Н                     | П                     | ГЗ                    | ГП                    |                    |
| ----------------- | ---------------------- | ---------------------- | ---------------------- | ---------------------- | ---------------------- | ---------------------- | ---------------------- | ---------------------- | --------------------- | --------------------- | --------------------- | --------------------- | --------------------- | --------------------- | --------------------- | ------------------ |
| 1930              | Не участвовала         | Не участвовала         | Не участвовала         | Не участвовала         | Не участвовала         | Не участвовала         | Не участвовала         | Не участвовала         | Не участвовала        | Не участвовала        | Не участвовала        | Не участвовала        | Не участвовала        | Не участвовала        | Не участвовала        |                    |
| 1934              | Не прошла квалификацию | Не прошла квалификацию | Не прошла квалификацию | Не прошла квалификацию | Не прошла квалификацию | Не прошла квалификацию | Не прошла квалификацию | Не прошла квалификацию | 2/2                   | 1                     | 0                     | 0                     | 1                     | 1                     | 2                     |                    |
| 1938              | 1/8 финала             | 11                     | 1                      | 0                      | 0                      | 1                      | 5                      | 6                      | 1/2                   | 2                     | 1                     | 0                     | 1                     | 4                     | 1                     |                    |
| 1950              | Не участвовала         | Не участвовала         | Не участвовала         | Не участвовала         | Не участвовала         | Не участвовала         | Не участвовала         | Не участвовала         | Не участвовала        | Не участвовала        | Не участвовала        | Не участвовала        | Не участвовала        | Не участвовала        | Не участвовала        |                    |
| 1954              | Отказалась от участия  | Отказалась от участия  | Отказалась от участия  | Отказалась от участия  | Отказалась от участия  | Отказалась от участия  | Отказалась от участия  | Отказалась от участия  | Отказалась от участия | Отказалась от участия | Отказалась от участия | Отказалась от участия | Отказалась от участия | Отказалась от участия | Отказалась от участия |                    |
| 1958              | Не прошла квалификацию | Не прошла квалификацию | Не прошла квалификацию | Не прошла квалификацию | Не прошла квалификацию | Не прошла квалификацию | Не прошла квалификацию | Не прошла квалификацию | 1/3*                  | 5                     | 3                     | 0                     | 2                     | 9                     | 7                     |                    |
| 1962              | Не прошла квалификацию | Не прошла квалификацию | Не прошла квалификацию | Не прошла квалификацию | Не прошла квалификацию | Не прошла квалификацию | Не прошла квалификацию | Не прошла квалификацию | 2/2                   | 2                     | 0                     | 1                     | 1                     | 2                     | 3                     |                    |
| 1966              | Не прошла квалификацию | Не прошла квалификацию | Не прошла квалификацию | Не прошла квалификацию | Не прошла квалификацию | Не прошла квалификацию | Не прошла квалификацию | Не прошла квалификацию | 3/4                   | 6                     | 2                     | 2                     | 2                     | 11                    | 10                    |                    |
| 1970              | Не прошла квалификацию | Не прошла квалификацию | Не прошла квалификацию | Не прошла квалификацию | Не прошла квалификацию | Не прошла квалификацию | Не прошла квалификацию | Не прошла квалификацию | 2/4                   | 6                     | 4                     | 0                     | 2                     | 19                    | 8                     |                    |
| 1974              | 3 место                | 3                      | 7                      | 6                      | 0                      | 1                      | 16                     | 5                      | 1/3                   | 4                     | 2                     | 1                     | 1                     | 6                     | 3                     |                    |
| 1978              | Второй раунд           | 5                      | 6                      | 3                      | 1                      | 2                      | 6                      | 6                      | 1/4                   | 6                     | 5                     | 1                     | 0                     | 17                    | 4                     |                    |
| 1982              | 3 место                | 3                      | 7                      | 3                      | 3                      | 1                      | 11                     | 5                      | 1/3                   | 4                     | 4                     | 0                     | 0                     | 12                    | 2                     |                    |
| 1986              | 1/8 финала             | 14                     | 4                      | 1                      | 1                      | 2                      | 1                      | 7                      | 1/4                   | 6                     | 3                     | 2                     | 1                     | 10                    | 6                     |                    |
| 1990              | Не прошла квалификацию | Не прошла квалификацию | Не прошла квалификацию | Не прошла квалификацию | Не прошла квалификацию | Не прошла квалификацию | Не прошла квалификацию | Не прошла квалификацию | 3/4                   | 6                     | 2                     | 1                     | 3                     | 4                     | 8                     |                    |
| 1994              | Не прошла квалификацию | Не прошла квалификацию | Не прошла квалификацию | Не прошла квалификацию | Не прошла квалификацию | Не прошла квалификацию | Не прошла квалификацию | Не прошла квалификацию | 4/6                   | 10                    | 3                     | 2                     | 5                     | 10                    | 15                    |                    |
| 1998              | Не прошла квалификацию | Не прошла квалификацию | Не прошла квалификацию | Не прошла квалификацию | Не прошла квалификацию | Не прошла квалификацию | Не прошла квалификацию | Не прошла квалификацию | 3/5                   | 8                     | 3                     | 1                     | 4                     | 10                    | 12                    |                    |
| 2002              | Групповой этап         | 25                     | 3                      | 1                      | 0                      | 2                      | 3                      | 7                      | 1/6                   | 10                    | 8                     | 2                     | 0                     | 20                    | 3                     |                    |
| 2006              | Групповой этап         | 23                     | 3                      | 1                      | 0                      | 2                      | 2                      | 4                      | 2/6                   | 10                    | 6                     | 3                     | 1                     | 21                    | 11                    |                    |
| 2010              | Не прошла квалификацию | Не прошла квалификацию | Не прошла квалификацию | Не прошла квалификацию | Не прошла квалификацию | Не прошла квалификацию | Не прошла квалификацию | Не прошла квалификацию | 5/6                   | 10                    | 3                     | 2                     | 5                     | 19                    | 14                    |                    |
| 2014              | Не прошла квалификацию | Не прошла квалификацию | Не прошла квалификацию | Не прошла квалификацию | Не прошла квалификацию | Не прошла квалификацию | Не прошла квалификацию | Не прошла квалификацию | 4/6                   | 10                    | 3                     | 4                     | 3                     | 18                    | 12                    |                    |
| 2018              | Групповой этап         | 24                     | 3                      | 1                      | 0                      | 2                      | 2                      | 5                      | 1/6                   | 10                    | 8                     | 1                     | 1                     | 28                    | 14                    |                    |
| 2022              | 1/8 финала             | 15                     | 4                      | 1                      | 1                      | 2                      | 3                      | 5                      | 2/6*                  | 10                    | 6                     | 2                     | 2                     | 30                    | 11                    |                    |
| Всего             | Лучший: 3 место        | Участие: 9/22          | 37                     | 17                     | 6                      | 14                     | 49                     | 50                     |                       | 126                   | 66                    | 25                    | 35                    | 251                   | 146                   |                    |

- * — проиграла дополнительный матч сборной СССР (2:0).
- * — выиграли стыковые матчи (матчи плей-офф квалификации) у сборной России (тех.победа) и у сборной Швеции (2:0).

### Чемпионаты Европы
| Финальные турниры | Финальные турниры      | Финальные турниры      | Финальные турниры      | Финальные турниры      | Финальные турниры      | Финальные турниры      | Финальные турниры      | Финальные турниры      |                               | Отборочные турниры            | Отборочные турниры            | Отборочные турниры            | Отборочные турниры            | Отборочные турниры            | Отборочные турниры            | Отборочные турниры |
| Год               | Результат              | Место                  | И                      | В                      | Н                      | П                      | ГЗ                     | ГП                     | Место                         | И                             | В                             | Н                             | П                             | ГЗ                            | ГП                            |                    |
| ----------------- | ---------------------- | ---------------------- | ---------------------- | ---------------------- | ---------------------- | ---------------------- | ---------------------- | ---------------------- | ----------------------------- | ----------------------------- | ----------------------------- | ----------------------------- | ----------------------------- | ----------------------------- | ----------------------------- | ------------------ |
| 1960              | Не прошла квалификацию | Не прошла квалификацию | Не прошла квалификацию | Не прошла квалификацию | Не прошла квалификацию | Не прошла квалификацию | Не прошла квалификацию | Не прошла квалификацию | 1/8 финала                    | 2                             | 0                             | 0                             | 2                             | 2                             | 7                             |                    |
| 1964              | Не прошла квалификацию | Не прошла квалификацию | Не прошла квалификацию | Не прошла квалификацию | Не прошла квалификацию | Не прошла квалификацию | Не прошла квалификацию | Не прошла квалификацию | Первый раунд                  | 2                             | 0                             | 0                             | 2                             | 0                             | 4                             |                    |
| 1968              | Не прошла квалификацию | Не прошла квалификацию | Не прошла квалификацию | Не прошла квалификацию | Не прошла квалификацию | Не прошла квалификацию | Не прошла квалификацию | Не прошла квалификацию | 3/4                           | 6                             | 3                             | 1                             | 2                             | 13                            | 9                             |                    |
| 1972              | Не прошла квалификацию | Не прошла квалификацию | Не прошла квалификацию | Не прошла квалификацию | Не прошла квалификацию | Не прошла квалификацию | Не прошла квалификацию | Не прошла квалификацию | 2/4                           | 6                             | 2                             | 2                             | 2                             | 10                            | 6                             |                    |
| 1976              | Не прошла квалификацию | Не прошла квалификацию | Не прошла квалификацию | Не прошла квалификацию | Не прошла квалификацию | Не прошла квалификацию | Не прошла квалификацию | Не прошла квалификацию | 2/4                           | 6                             | 3                             | 2                             | 1                             | 9                             | 5                             |                    |
| 1980              | Не прошла квалификацию | Не прошла квалификацию | Не прошла квалификацию | Не прошла квалификацию | Не прошла квалификацию | Не прошла квалификацию | Не прошла квалификацию | Не прошла квалификацию | 2/5                           | 8                             | 5                             | 2                             | 1                             | 13                            | 4                             |                    |
| 1984              | Не прошла квалификацию | Не прошла квалификацию | Не прошла квалификацию | Не прошла квалификацию | Не прошла квалификацию | Не прошла квалификацию | Не прошла квалификацию | Не прошла квалификацию | 3/4                           | 6                             | 1                             | 2                             | 3                             | 6                             | 9                             |                    |
| 1988              | Не прошла квалификацию | Не прошла квалификацию | Не прошла квалификацию | Не прошла квалификацию | Не прошла квалификацию | Не прошла квалификацию | Не прошла квалификацию | Не прошла квалификацию | 4/5                           | 8                             | 3                             | 2                             | 3                             | 9                             | 11                            |                    |
| 1992              | Не прошла квалификацию | Не прошла квалификацию | Не прошла квалификацию | Не прошла квалификацию | Не прошла квалификацию | Не прошла квалификацию | Не прошла квалификацию | Не прошла квалификацию | 3/4                           | 6                             | 2                             | 3                             | 1                             | 8                             | 6                             |                    |
| 1996              | Не прошла квалификацию | Не прошла квалификацию | Не прошла квалификацию | Не прошла квалификацию | Не прошла квалификацию | Не прошла квалификацию | Не прошла квалификацию | Не прошла квалификацию | 4/6                           | 10                            | 3                             | 4                             | 3                             | 14                            | 12                            |                    |
| 2000              | Не прошла квалификацию | Не прошла квалификацию | Не прошла квалификацию | Не прошла квалификацию | Не прошла квалификацию | Не прошла квалификацию | Не прошла квалификацию | Не прошла квалификацию | 3/5                           | 8                             | 4                             | 1                             | 3                             | 12                            | 8                             |                    |
| 2004              | Не прошла квалификацию | Не прошла квалификацию | Не прошла квалификацию | Не прошла квалификацию | Не прошла квалификацию | Не прошла квалификацию | Не прошла квалификацию | Не прошла квалификацию | 3/5                           | 8                             | 4                             | 1                             | 3                             | 11                            | 7                             |                    |
| 2008              | Групповой этап         | 14                     | 3                      | 0                      | 1                      | 2                      | 1                      | 4                      | 1/8                           | 14                            | 8                             | 4                             | 2                             | 24                            | 12                            |                    |
| 2012              | Групповой этап         | 14                     | 3                      | 0                      | 2                      | 1                      | 2                      | 3                      | Квалифицировалась как хозяйка | Квалифицировалась как хозяйка | Квалифицировалась как хозяйка | Квалифицировалась как хозяйка | Квалифицировалась как хозяйка | Квалифицировалась как хозяйка | Квалифицировалась как хозяйка |                    |
| 2016              | Четвертьфинал          | 7                      | 5                      | 2                      | 3                      | 0                      | 4                      | 2                      | 2/6                           | 10                            | 6                             | 3                             | 1                             | 33                            | 10                            |                    |
| 2020              | Групповой этап         | 21                     | 3                      | 0                      | 1                      | 2                      | 4                      | 6                      | 1/6                           | 8                             | 6                             | 1                             | 1                             | 13                            | 2                             |                    |
| 2024              | Групповой этап         | 23                     | 3                      | 0                      | 1                      | 2                      | 3                      | 6                      | 3/6*                          | 8                             | 3                             | 2                             | 3                             | 10                            | 10                            |                    |
| Всего             | Лучший: Четвертьфинал  | Участие: 5/17          | 17                     | 2                      | 8                      | 7                      | 14                     | 21                     |                               | Всего                         | 108                           | 47                            | 29                            | 32                            | 174                           | 120                |

- * — выиграли стыковые матчи (матчи плей-офф квалификации) у сборной Эстонии (5:1) и у сборной Уэльса (0:0 (4:5 пен.)).

## Рекордсмены сборной

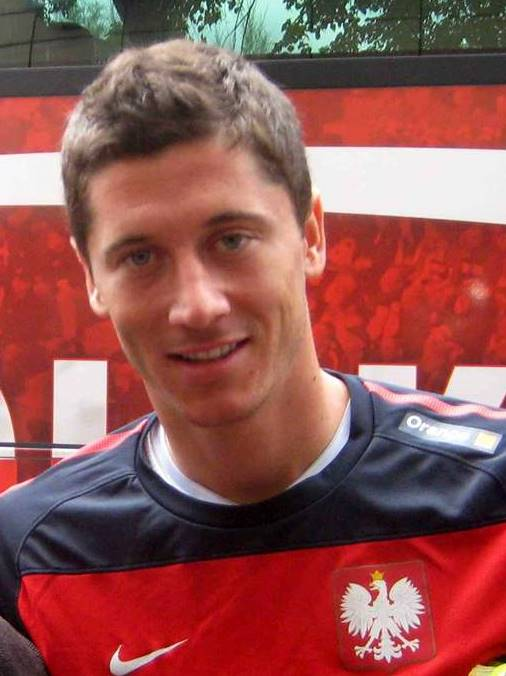
Роберт Левандовский — рекордсмен по матчам и голам за сборную Польши

### Матчи
| #   | Игрок               | Годы в сборной | Игры | Голы |
| --- | ------------------- | -------------- | ---- | ---- |
| 1   | Роберт Левандовский | 2008—н. в.     | 158  | 85   |
| 2   | Якуб Блащиковский   | 2006—2019      | 108  | 21   |
| 3   | Камиль Глик         | 2010—2022      | 103  | 6    |
| 4   | Михал Жевлаков      | 1999—2011      | 102  | 3    |
| 5—6 | Гжегож Лято         | 1971—1984      | 100  | 45   |
| 5—6 | Гжегож Крыховяк     | 2008—2023      | 100  | 5    |
| 7   | Казимеж Дейна       | 1968—1978      | 97   | 41   |
| 8—9 | Яцек Бонк           | 1993—2008      | 96   | 3    |
| 8—9 | Яцек Кшинувек       | 1998—2009      | 96   | 15   |
| 10  | Владислав Жмуда     | 1973—1986      | 91   | 2    |

Жирным выделены действующие игроки
Игроки с самым большим количеством игр входят в Общество почётных игроков сборной. Глава общества — Дариуш Дзекановский.

### Голы

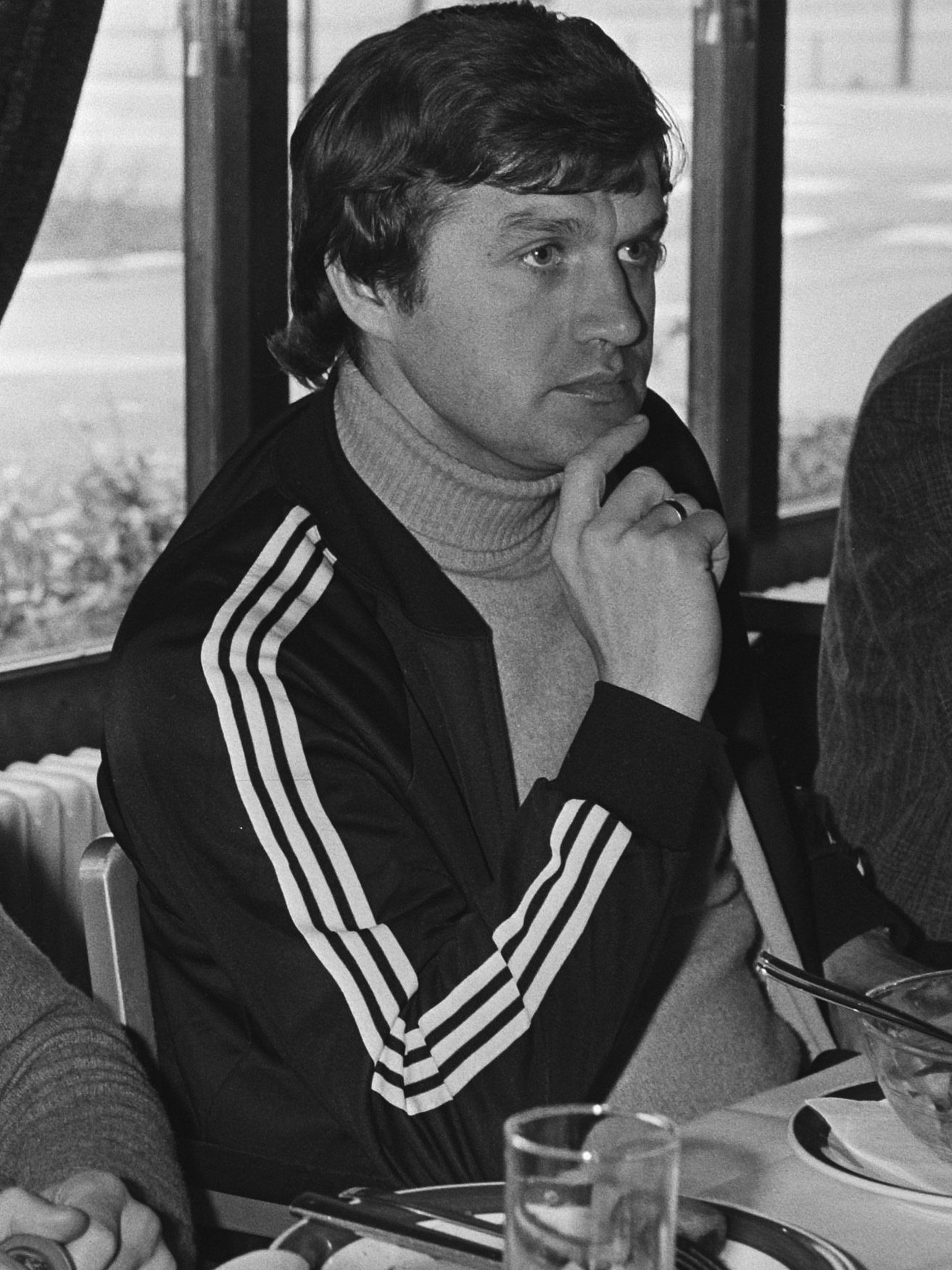
Влодзимеж Любаньский — второй бомбардир в истории сборной Польши (48 голов)

|      | Игрок                | Годы в сборной | Голы | Игры |
| ---- | -------------------- | -------------- | ---- | ---- |
| 1    | Роберт Левандовский  | 2008—н. в.     | 85   | 158  |
| 2    | Влодзимеж Любаньский | 1963—1980      | 48   | 75   |
| 3    | Гжегож Лято          | 1971—1984      | 45   | 100  |
| 4    | Казимеж Дейна        | 1968—1978      | 41   | 97   |
| 5    | Эрнст Поль           | 1955—1965      | 39   | 46   |
| 6    | Анджей Шармах        | 1973—1982      | 32   | 61   |
| 7    | Герард Цесьлик       | 1947—1958      | 27   | 45   |
| 8    | Збигнев Бонек        | 1976—1988      | 24   | 80   |
| 9—10 | Якуб Блащиковский    | 2006—2019      | 21   | 108  |
| 9—10 | Эрнест Вилимовский   | 1934—1939      | 21   | 22   |

Жирным выделены действующие игроки

## Болельщики
также: Футбольные хулиганы в Польше
Сборная Польши обладает огромной фанатской поддержкой в Польше и за рубежом (особенно среди польской диаспоры). Однако о польских футбольных хулиганах ходит дурная слава как об одних из наиболее агрессивных футбольных хулиганов мира: нередко их обвиняют в связях с организованной преступностью в Польше.
Польские болельщики нередко устраивали беспорядки на матчах: апофеозом стал чемпионат Европы 2012 года, когда перед встречей против России произошла массовая драка польских и российских фанатов.
Наиболее популярной песней, звучащей с трибун, является песня «Polska, bialoczerwoni».